# Дранкинские источники
Дранкинские источники — минеральные горячие источники на полуострове Камчатка. Находятся на территории Карагинского района Камчатского края.
Расположены вдоль правого берега правого притока реки Дранки — Гильмимильваям.
Источники состоят из 10 групп и отдельных выходов-грифонов, которые протянулись на 750—800 м по еле различимому разлому земной коры на расстоянии до 50 м от берега реки. Температура воды — от 16 до 55 °C. Имеется несколько маленьких озерков с температурой от 26 до 44,5 °C. Дно их покрыто слоем минеральной грязи чёрного цвета толщиной до 0,6 м. Ощущается запах сероводорода. Ряд грифонов газируют.
Дебит источников — 20 л/с, минерализация— 1,30 г/л, содержание кремнекислоты — 0,046 г/л.
Воды источников имеют бальнеологическое значение.